# ۱-نفتالن‌استیک اسید
۱-نفتالن‌استیک اسید (به انگلیسی: 1-Naphthaleneacetic acid) با فرمول شیمیایی C۱۲H۱۰O۲ یک ترکیب شیمیایی با شناسه پاب‌کم ۶۸۶۲ است. که جرم مولی آن ۱۸۶٫۲۰۶۶ g/mol می‌باشد. شکل ظاهری این ترکیب، پودر سفید است.